# Borbeck (Oberhausen)
Borbeck ist ein Stadtteil im Oberhausener Stadtbezirk Alt-Oberhausen. Es wird häufig mit dem gleichnamigen Essener Stadtteil verwechselt.

## Lage
Der 3,20 km² große Ortsteil kam im Zuge einer Gebietsreform im Jahr 1915 zur Stadt Oberhausen. Er wurde von der Bürgermeisterei Borbeck abgetrennt. Der größte Teil (2,72 km²) gehörte zu Frintrop, die restlichen 0,48 km² zu Dellwig. Im lokalen Sprachgebrauch wird das Viertel bisweilen noch „Dellwig“ genannt. Diesen Namen trug auch die von der Gutehoffnungshütte zwischen 1906 und 1910 erbaute Werkssiedlung, die mit 61 Häusern den Grundstock für das heutige Viertel bildete. Nach einigen Plänen der Stadt Oberhausen zählt man heute die Neue Mitte und die Siedlung Grafenbusch zum sogenannten statistischen Bezirk Borbeck. Diese Ortsteile gelten auch bei sozialräumlicher Betrachtungsweise als ein Quartier. Die Einwohnerzahl lag im Dezember 2023  bei 8.533.

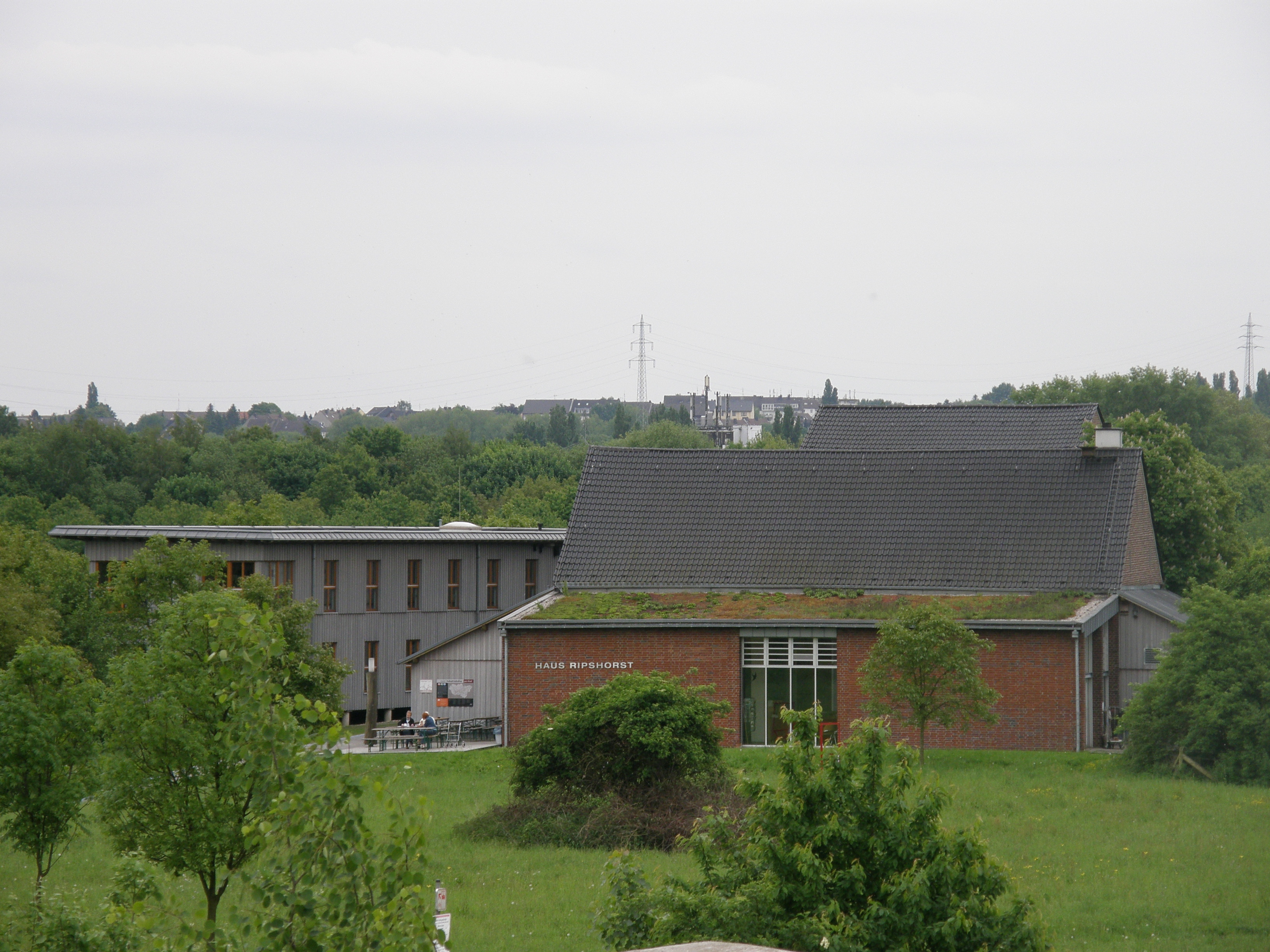
Haus Ripshorst, im Hintergrund Borbecker Wohnhäuser

Der alte Gutshof Haus Ripshorst, der früher auf Dellwiger Gebiet lag, beherbergt seit 1999 das Informationszentrum Emscher Landschaftspark. In seinem Umfeld wurde der Gehölzgarten Ripshorst angelegt. In unmittelbarer Nähe des Ortsteils Oberhausen-Borbeck befinden sich zudem die Brache Vondern und der Gleispark Frintrop.
Die Begrenzung durch den Rhein-Herne-Kanal im Norden und Bahnstrecken im Osten und Süden verleiht dem Ortsteil einen gewissen Inselcharakter. Die Trennung vom übrigen Oberhausener Stadtgebiet spitzte sich zu, als die ursprünglich auf Essener Stadtgebiet gelegene Ripshorster Brücke über die Bahnstrecke Duisburg–Dortmund 2004 für den Autoverkehr gesperrt werden musste. Erst nach einer Gebietsänderung im Jahr 2006, wobei Essen 6 ha an die Nachbarstadt abtrat, konnte Oberhausen einen Neubau der Brücke in Angriff nehmen und die Straßenverbindung im Jahr 2009 wiederherstellen.

## Kirche
Die kirchliche Zuordnung des Ortsteils unterscheidet sich nach den Konfessionen: St. Judas Thaddäus ist auf katholischer Seite als Filialkirche der Propsteikirche St. Pankratius in Osterfeld unterstellt, während die evangelische Bevölkerung von der Kirchengemeinde
Essen-Dellwig-Frintrop-Gerschede betreut wird.

## Verkehrsanbindung

### Straße
Oberhausen-Borbeck ist über die Anschlussstelle Neue Mitte Oberhausen der A 42 an das Bundesfernstraßennetz angeschlossen. Über die Ripshorster Brücke nach Essen erreicht man die B 231.

### ÖPNV
Oberhausen-Borbeck wird durch die Buslinien 957 und NE3 der STOAG bedient.
| Linie | Verlauf | Takt (Mo–Fr)                                                        |
| ----- | --- | ------------------------------------------------------------------- |
| 957   | (Graßhofstraße – Waldteich –) Kiebitzstraße – OB-Sterkrade Bf – Osterfeld Mitte – OB-Osterfeld Süd Bf – Burg Vondern – Borbeck – Neue Mitte Oberhausen – TZU – Ziesakplaza – Marienkirche – Theater/Ebertbad – Oberhausen Hbf – Bebelstraße – Babcock Werk 1 – Tulpenstraße | 20/60 min (Graßhofstr.–Kiebitzstr.) 20 min (Kiebitzstr.–Tulpenstr.) |
| NE3   | NachtExpress: OB-Sterkrade Bf – Osterfeld Mitte – OB-Osterfeld Süd Bf – Borbeck – Marienburgstraße – Oberhausen Hbf – Bebelstraße – Duisburg-Obermeiderich Bf – Alstaden Fröbelplatz                                                                                        | 60 min                                                              |

Die nächstgelegenen Bahnstationen sind Essen-Dellwig an der Bahnstrecke Duisburg–Dortmund und dessen benachbarte Station Essen-Dellwig Ost an der Bahnstrecke Essen–Bottrop.